# Чаатас
Чаатас (хак. чаа тас — камень войны) — археологическая культура енисейских кыргызов VI—IX веков в Хакасско-Минусинской котловине, а также обозначение специфических могильников, относящихся к данной культуре.
Памятники были впервые изучены научными экспедициями в XVIII веке. Первым их раскопки начал проводить В.В. Радлов в 1863 году. В 1880-е годы его работа была продолжена Д. А. Клеменцем и А. В. Адриановым, которые первыми ввели в научный обиход термин «чаатас». Согласно хакасским легендам, эти курганы представляют собой обломки скал, которыми сражались древние богатыри.
На насыпях некоторых курганов встречаются стелы или вертикальные плиты, иногда содержащие орхоно-енисейские надписи. Под рядом курганов были обнаружены квадратные могильные ямы с сожжёнными трупами, а также посудой, оружие, конской сбруей и иной утварью, которая была тем богаче, чем более знатный человек был здесь погребён. Вокруг крупного (высотой до 30 м) кургана знатного человека располагались небольшие курганы простолюдинов.

Реконструкция кыргызского захоронения

Л. Р. Кызласов выделил поздний этап в качестве самостоятельной тюхтятской культуры, восходящей, однако, к культуре Чаатас. На её основе сложилась аскизская культура.